# Zawady Małe (district Olecki)
Zawady Małe (Duits: Klein Sawadden; 1938-1945: Kleinschwalgenort) is een plaats in het Poolse woiwodschap Ermland-Mazurië, in het district Olecki. De plaats maakt deel uit van de landgemeente Kowale Oleckie.